# 나가야

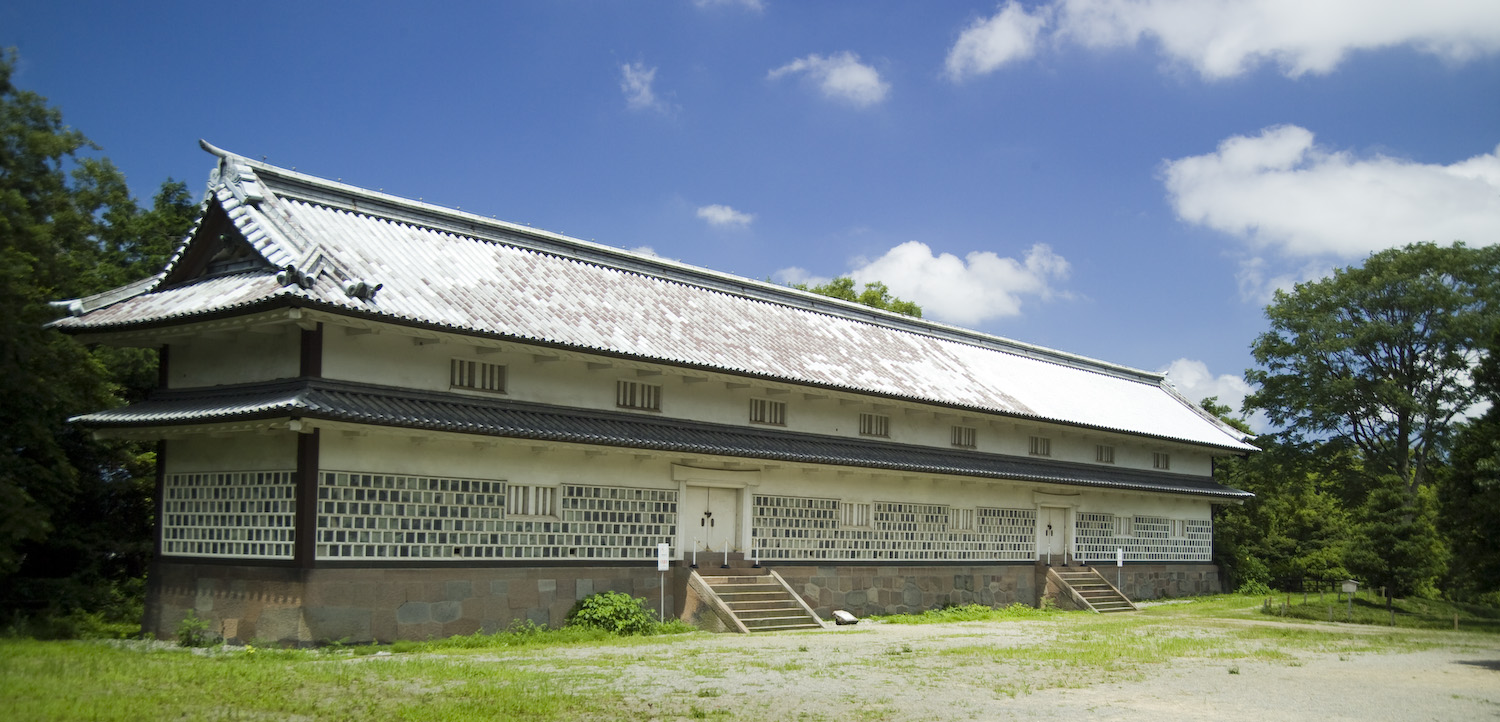
가나자와성의 산짓켄 나가야

나가야(일본어: 長屋)란 일본식 연립 주택 또는 다세대 주택의 일종이다.

## 정의
여러 세대가 나란히 이어져 있으면서 외벽을 공유하는 건물,또는 긴 하나의 건물을 수평으로 구분하여 각각에 출입문을 만든 형식의 주택을 말한다. 출입문이 하나밖에 없어 여러세대가 공유하는 경우는 나가야가 아니며,이 경우는 아파트(일본식),기숙사,하숙등이 해당한다. 나가야 외에 외래어로는 테라스 하우스(terraced house)라고 부르기도 한다. 2층이상으로 계속 높이 지은 건물의 경우는 아파트(일본식)나 맨션(한국의 아파트에 해당)이라고 한다.

## 유형
일본에서 나가야의 전형적인 이미지는 시타마치(서민거주지역)의 좁은 골목에 죽 늘어선 목조주택이다. 일본역사에서 전통적으로 도시주택의 대표적인 형태의 하나였다. 성곽도시의 경우는 다몬 망루(多門櫓)라는 방위목적의 나가야를 지어 방어건물로 사용함과 동시에 주거지로도 사용하였다. 에도 시대에 중류층 이상의 상인들은 대로에 자기 소유의 독립가옥을 갖고 있었지만, 영세 상인들은 뒷골목의 나가야를 집주인으로부터 빌려 사용해야 했다. 또한 다이묘 소유의 대지 안에도 나가야를 지어 주요 가신들을 살도록 하였다. 이러한 서민과 밀접한 나가야는 에도 시대 라쿠고나 센류등 예술과 문학의 소재가 되기도 하였다. 에도 시대의 나가야는 거의 평지에 있으면서 출입구를 열면 바로 부엌이 나오고, 화장실은 건물안이 아니라, 골목길에 별도로 있었으며, 욕실도 별도의 욕실이 없었다.(목욕이 필요할 때는 센토라고 부르는 대중목욕탕에 갔다) 현대 일본어에서는 건물의 소유주를 오오야(大家)라고 부르지만, 에도 시대의 오오야는 나가야의 입주자들로부터 집세를 대리로 받아 집주인에게 전달하거나, 집의 수리, 입주자 트러블 해결등을 맡는 부동산업자와 같은 개념이었다. 이들 에도의 오오야들은 같은 나가야안에 거주하기도 했는데, 세입자들의 상담을 맡기도 하는 등, 여러모로 세입자들에게 중요한 인물이었다. 또한 좁은 나가야 안에 여러 살림살이를 들이기는 어려웠으므로, 여러 주요 생활용품,비품등을 대여해주는 손료야(損料屋)라는 직업도 있었다.
메이지 시대 이후로 나가야는 여전히 도시주거의 주요 형태였으나, 도시가 조밀화되면서 1층 대신 2층이상의 건물이 다수 지어졌다. 옛 1층 나가야는 도쿄에서는 쓰키시마에 많고, 오사카, 교토 등에도 다수 남아 있다.